# Zalissia
Zalissia (Oekraïens: Залісся) is een dorp (selo) in het rayon Brodivskyi  van het oblast Lviv in het westen van Oekraïne. 
Van 1918 tot 1939 maakte de plaats deel uit van het voivodschap Tarnopol in Polen.